# Harrison Hand
Harrison Hand (12 novembre 1998) è un giocatore di football americano statunitense che milita nel ruolo di cornerback per gli Atlanta Falcons della National Football League (NFL).

## Carriera

### Minnesota Vikings
Hand al college giocò a football alla Baylor University (2016-2018) e alla Temple University (2019). Fu scelto dai Minnesota Vikings nel corso del quinto giro (169º assoluto) del Draft NFL 2020. I primi cinque tackle li mise a segno nella settimana 6 contro gli Atlanta Falcons. Nel penultimo turno fece registrare il primo intercetto in carriera ai danni di Drew Brees dei New Orleans Saints. La sua stagione da rookie si chiuse con 17 tackle in 14 presenze.

### New York Giants
Il 24 agosto 2022 Hand firmò con i New York Giants.